# Gagadon
Gagadon („zub Lady Gaga“) je rod eocenního sudokopytníka, žijícího na území dnešního Wyomingu v USA. Fosilní pozůstatky tohoto menšího kopytníka byly objeveny v sedimentech geologického souvrství Wasatch v oblasti Bitter Creek, pocházejících z období raného eocénu (asi před 56 až 48 miliony let). Přesnější datování činí asi 55 až 51 milionů let.

## Historie
Byly objeveny fosilní zuby a fragmenty čelistí tohoto pravěkého savce. V roce 2014 byl formálně popsán typový a jediný známý druh Gagadon minimonstrum. Rodové jméno odkazuje k americké zpěvačce Lady Gaga, druhové pak znamená doslova "malé monstrum/příšerka". Druhové jméno vychází z neobvyklé kombinace malých rozměrů a podivně tvarovaných zubních hrbolků. Typový exemplář má katalogové označení UCM 66312 a představuje fragment mandibuly (dolní čelisti).